# Elaphoglossum yungense
Elaphoglossum yungense är en träjonväxtart som beskrevs av Sota. Elaphoglossum yungense ingår i släktet Elaphoglossum och familjen Dryopteridaceae. Inga underarter finns listade.